# William Horwood
William Horwood (Oxford, 12 mei 1944), is een Engels schrijver. Hij groeide op aan de oostkust van Kent en is vooral bekend geworden omwille van zijn eerste boek, Het Bos van Duncton, een allegorisch verhaal over mollen, dat in 1980 werd gepubliceerd.
Tussen de leeftijd van zes en tien jaar groeide Horwood op met de hulp van pleegzorg. Hij studeerde een jaar in Duitsland en begon aan de grammar school toen hij elf jaar oud was. Toen hij achttien was ging hij geografie studeren aan de Universiteit van Bristol, waarna hij verschillende banen aannam.
In 2010 keerde Horwood terug naar het fantasygenre met de publicatie van het eerste deel in zijn zogeheten serie Hyddenworld.